# Tandkräm

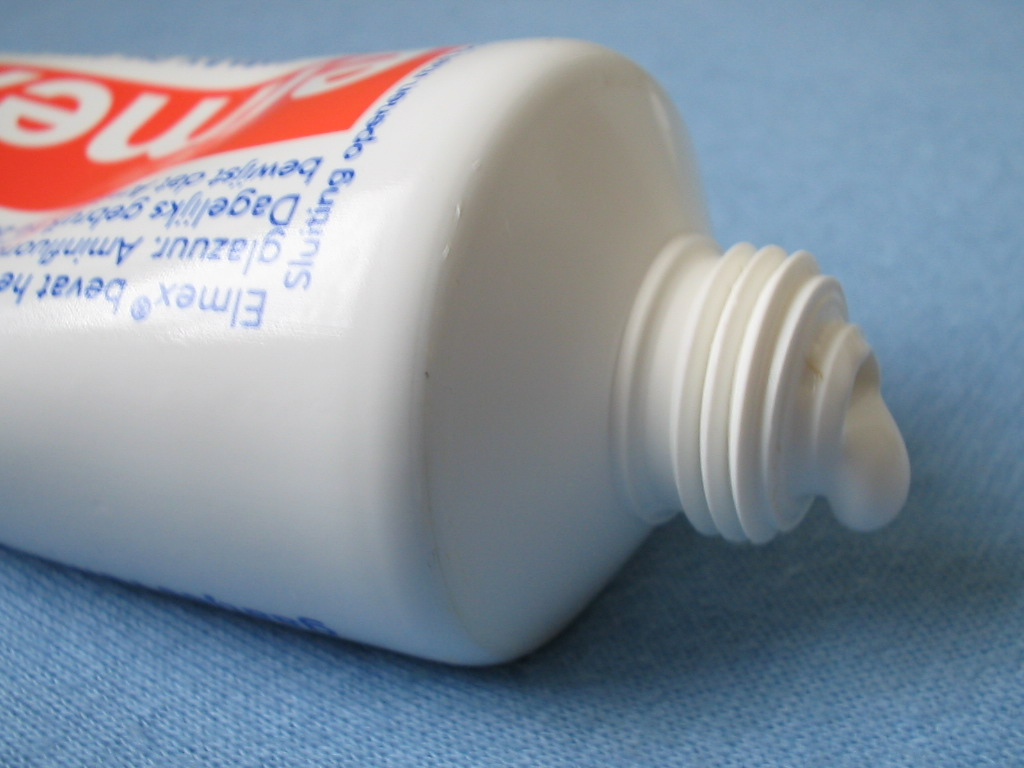
Tandkräm.

Tandkräm (äldre benämning tandpasta) är ett trögflytande rengöringsmedel för tänder som används tillsammans med en tandborste. Krämen innehåller ofta fluor. 

## Historik

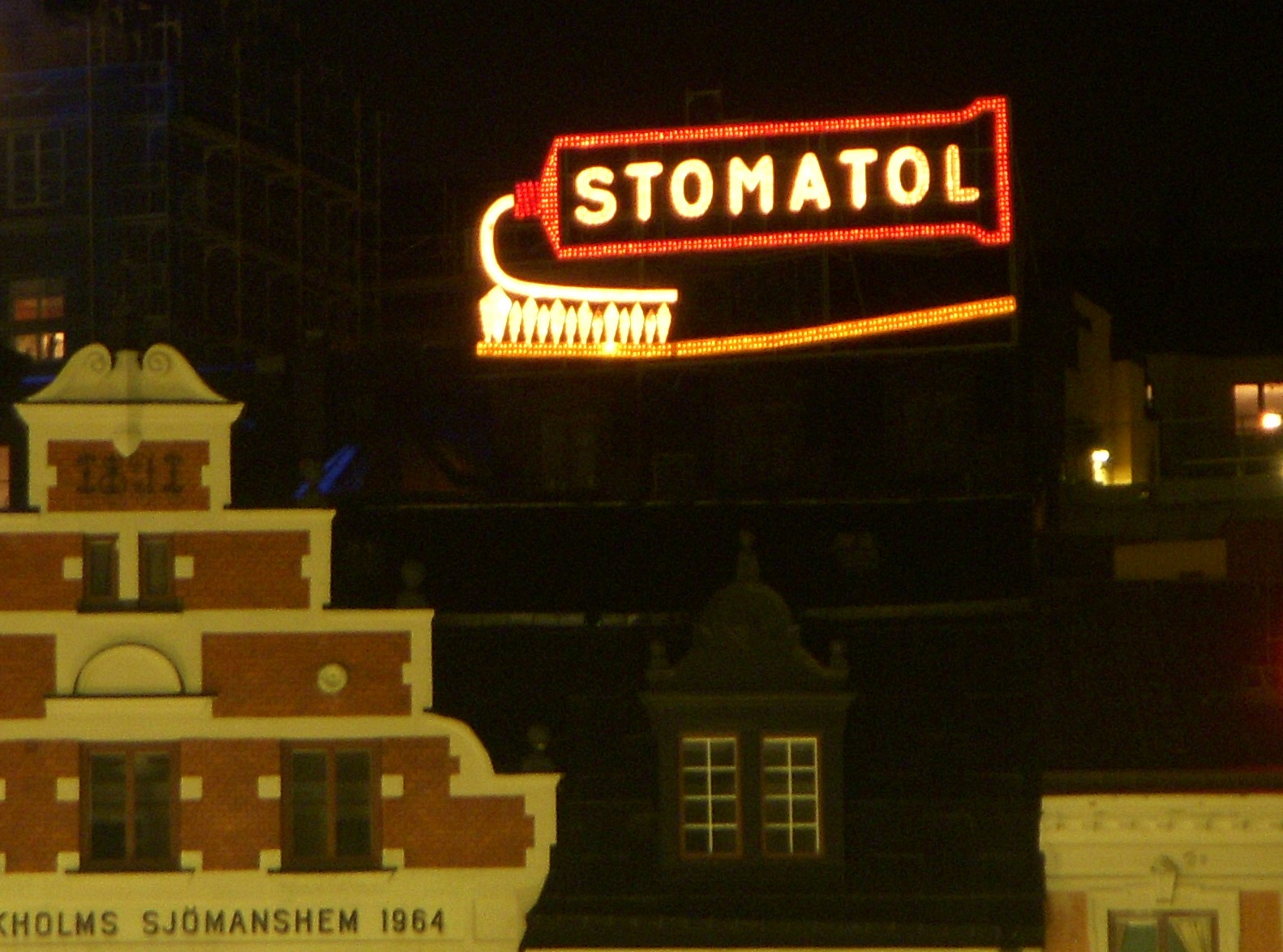
Tandkrämsreklam vid Slussen i Stockholm sedan 1919.

Omkring 5000 år f.Kr. skapade egyptierna ett pulver för tänderna som bestod av krossade oxhuvuden, pimpsten, krossade äggskal och myrra. Romarna och grekerna använde krossat träkol och bark istället. Romarna tillsatte även kryddörter för att lindra dålig andedräkt. Det dröjde till omkring år 1700 innan läkare, tandläkare och kemister i Europa och Amerika utvecklade ett tandpulver. Det innehöll natriumbikarbonat som huvudingrediens och ibland även tegel, vilket gjorde det skadligt att använda. I början av 1800-talet tillsattes glycerin till pulvret och första riktiga tandkrämen var skapad. År 1873 lanserade Colgate den första massproducerade tandkrämen – på burk. År 1892 kom tandkräm på tub. I början av 1900-talet upptäcktes att fluor i dricksvatten i USA motverkade karies. Olika fluortandkrämer togs fram under åren, men drogs med problem som att sammansättningen av ämnen utlöste en kemisk reaktion, att tandkrämen var instabil och illasmakade. År 1955 ansökte Colgate-Palmolive om ett patent på fluortandkräm utan bristerna. Även den svenske professorn och tandläkaren Yngve Ericsson var i slutet av 1950-talet en av de första att utveckla och patentera en effektiv fluortandkräm. En skillnad mellan patenten var att Ericssons tandkräm innehöll mer krita (kalciumkarbonat) än Colgate-Palmolives.

## Användning
Tandkrämen trycks ut på tandborsthuvudet innan man borstar tänderna. Sveriges Tandläkarförbund rekommenderar att man regelbundet borstar tänderna med tandkräm två gånger om dagen, exempelvis en gång varje morgon och kväll. Barn kan börja använda tandkräm i tidig ålder, under övervakning för att minska risken för sväljning. Det finns speciell barntandkräm på marknaden som ibland saknar fluor och ofta är mildare och sötare i smaken än annan tandkräm.

### Dosering
En vuxen ska enligt rekommendationerna fylla en normal tandborste med tandkräm, alltså 2–3 centimeter. Barn upp till sex år bör använda en tandkrämsmängd motsvarande storleken av en ärta.

## Innehåll
De flesta tandkrämer innehåller fluor, som stärker tandemaljen. Fluor i tandkräm förekommer främst i form av natriumfluorid (NaF) eller monofluoridfosfat (MFP). De mindre vanliga formerna är främst aminfluorid och tennfluorid.
Det finns flera olika sorters tandkräm med tillsatser som tjänar olika syften. 

### Tillsatser och verkan
Fluor (eller rättare sagt fluoridjoner) verkar genom att byggas in i tandemaljen och göra den mer motståndskraftig mot syraangrepp. Emaljen består huvudsakligen av hydoxiapatit (kristallint kalciumfosfat). Fluoridjonerna ersätter en mindre del av hydroxidjonerna, så att det bildas fluoroapatit. Fluorapatit klarar ett lägre (surare) pH än hydroxiapatit utan att lösas upp, och därför blir tandemaljen tåligare mot syran. Dessutom kan lätt skadad emalj i viss mån åter byggas upp.
Ett mer formellt sätt att beskriva det är att fluoridjonerna sänker emaljens demineralisationshastighet och i stället ökar dess remineralisationshastighet.
Dessutom har fluoridjonerna en viss antibakteriell effekt.
Tandupplysningen rekommenderar tandkräm med triklosan för personer med särskild risk för inflammation i tandköttet, och därmed tandlossning. Detta eftersom triklosan är ett ämne som hämmar bakterietillväxt och följaktligen även plackbildning. Det debatterades under 1990-talets slut om huruvida ämnet ska få finnas i tandkräm eller inte. Sveriges Tandläkarförbund (STF) menade att eftersom triklosan är ifrågasatt av miljöskäl borde fri försäljning stoppas, och att Läkemedelsverket borde arbeta för att den generella försäljningen av triklosantandkräm ska upphöra.
Med hjälp av tandkrämer som innehåller pyrofosfat kan man hindra uppkomsten av tandsten. Risken med den tandkrämen är att den kan orsaka ilningar i tänderna.
Har man problem med ilningar i tänderna kan man använda tandkräm innehållande strontiumklorid och kaliumnitrat som kan lindra besvären.
Tandkrämer som utlovar vitare tänder brukar ha "whitening" i namnet och innehålla mikropartiklar som polerar eller slipar bort missfärgningar på tänderna. Det kan orsaka repor på emaljen. Mindre repor brukar läka, men större repor kan i värsta fall leda till permanenta beläggningar och karies. För att undvika onödigt slitage bör man använda en mjuk tandborste och inte kombinera den vitgörande tandkrämen med kraftig tandborstning eller borstning med eltandborste. Har man känsliga tänder bör man rådfråga sin tandläkare innan man använder vitgörande tandkräm.
Har man känslig slemhinna kan man använda en tandkräm som inte innehåller natriumlaurylsulfat. Utbudet av sådan tandkräm är dock begränsat.

## Paketering
Tandkräm säljs vanligen i tuber, men finns även i klämflaska och en typ av sprejburk. Plasttuben har numera ersatt den tidigare metalltuben. Plastförpackningen har dock kritiserats för att vara svår att tömma helt. Företagen har uppmanats att ta fram en bättre, kundvänligare förpackning. Det finns särskilda hjälpmedel på marknaden som ska underlätta tömning av olika tuber, ofta med namn som tubklämma eller tubnyckel. Även en påsklämma avsedd för plastpåsar kan användas för ändamålet.
Barntandkräm har ofta en förpackning med tecknade motiv för att tilltala barnen.

## Varumärken

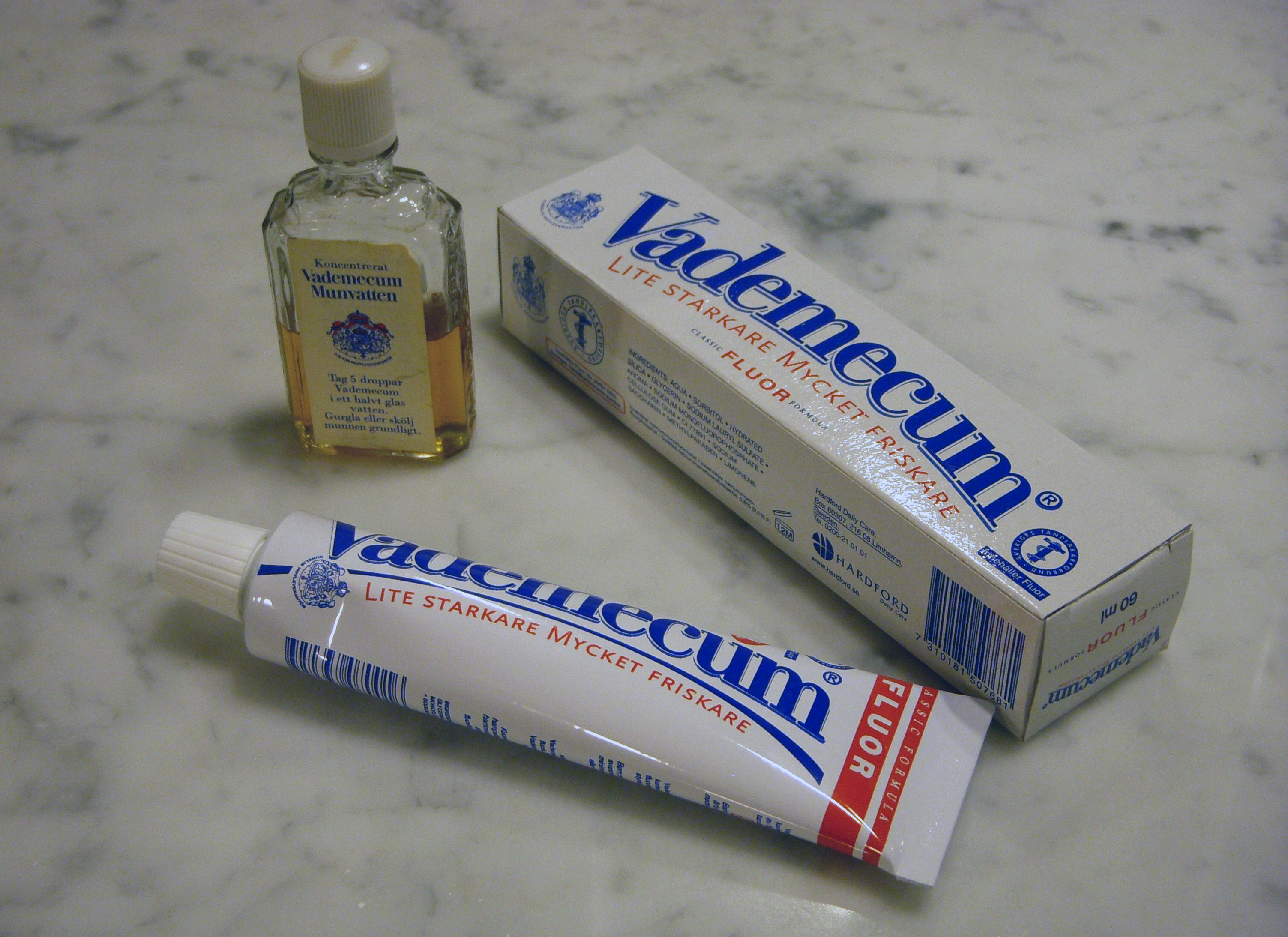
Klassiska "Vademecum" tandkräm och munvatten.

- Aquafresh
- Colgate
- Denivit
- Dentosal
- Kolynos
- Pepsodent
- Sensodyne
- Stomatol
- Tepe
- Vademecum
- Zendium